# Алексије I
Патријарх Алексије I је био Патријарх московски и све Русије од 4. фебруара 1945. до 1970. године. Био је патријарх руски више од 25 година - најдуже у историји Руске православне цркве.

## Порекло, образовање, војна служба
Био је потомак династије Руриковича, Ивана III и Софије Палеолог праунук у 13том колену . Био је прворођени у породици Владимира Симјнског (1853-1929), који је касније имао и другу децу: Ану (1878), Андреја (1882), Филарета (1885), Александра (1887). Владимир Симјански је служио у канцеларији московског генералног гувернера, затим у Сиротишту; 1891. пензионисан је са титулом коморник у Царском двору и доживотно је распоређен у Канцеларију Светог синода РПЦ.
Основно образовање стекао је код куће. Од 1888. до 1891. студирао је на Лазаревском Институту Оријенталних језика, који се тада састојао од петогодишње гимназије и посебних одељења са трогодишњим трајањем студија за арапски, персијски, турски језик, као и историја, др. језици и култура земаља Истока и Закавказја.
1891. премештен је у Московски лицеј Царевића Николаја, чији је директор у то време био монархиста Владимир Грингмут. Образовање у овој установи имало је значајан утицај на светоназор младих, зближио се са московским монархистичким покретом, а касније, 1908. године у Тули изабран за председника покрајинског одељења Савеза руског народа.
По завршетку Лицеја 1896. године, уписао је Правни факултет Московског универзитета, настављајући да живи у Лицеју. Радио је под руководством професора међународног права Грофа Леонида Камаровског, написао је своје дело "" "Борци и неборци током рата." Дипломирао на Универзитету са дипломом 1. степена.
1899-1900 био је на војној служби као добровољац у самогитском 7. гренадирском пуку. Пензионисан у чину заставника.
Године 1900. уписао је Московску богословску академију, на којој је дипломирао 1904. године са докторатом теологије „Концепти преовлађујући у савременом моралном и правном поретку свест пред судом митрополита Филарета ”.

## Монаштво и учење
9. фебруара 1902. у замонашен је у Гетсиманском скиту Тројице-Сергијеве лавре од епископа Арсенија. 17. марта исте године рукоположен је у чин јерођакона а, 21. децембра 1903. у јеромонаха.
1904.-1906. био је инспектор у Псковској богословији, у исто време је предавао Свето писмо Новог завета. Године 1906. постао је архимандрит и ректор Тулске богословије.
6. октобра 1911. изабран је за ректора Новгородске богословије и уједно игуман Манастира Антонијев.

## Епископ при Патријаршији
28. марта 1913. године, цар Николај II је одобрио извештај Светог синода о избору архимандрита Алексија за епископ тихвинског и викарног епископа Новгородске епархије где је архиепископ Арсеније (Стаднитски био епархијски епископ).
Након револуције 1917., у јануару 1920. године, заједно са митрополитом новгородским Арсенијем је ухапшен, али су убрзо оба епископа ослобођена. У новембру 1920. појавио се пред судом под оптужбом за неовлашћено испитивање реликвија светаца уочи њихове обдукције од стране власти и осуђен је на условну казну.
21. фебруара 1921. патријарх Тихон на захтев митрополита петроградског Венјамина (Казан)именован је за епископа јамбуршког, и првог викара Петроградске епархије. Након пресељења у Петроград, живео је у Кућа у Казанској катедрали, затим у Лаври Александра Невског.
29. маја 1922. године, након хапшења митрополита Венјамина (Казанског), преузео је управу епархије.
Одбио је да се потчини обновитељској Врховној црквеној управи митрополита Антонина (Грановског). С обзиром на последњи ултиматум, да призна власт или напусти Петроград, он је 24. јуна 1922. поднео оставку на дужност привременог администратора епархије. Два месеца касније, заједно са још једним Петроградским викаром, епископом Николајем (Јарушевичем) из Петерхофа, успоставио је „Петроградску аутокефалност“, која је изјавила лојалност властима, али се није придружила ниједном покрету.
У октобру 1922. ухапшен је под оптужбом за „контрареволуционарну активност“, осуђен и крајем исте године прогнан на три године у град Каркаралинск (сада у Карагандској области), где је имао прилику да служи у градској цркви; био у преписци са патријархом Тихоном и митрополитом Сергијем (Страгородским).
У марту 1926. дозвољено му је да се врати у Лењинград, где је наставио своју борбу против обновитељства. Септембра 1926. године митрополит Сергије именовао га је за управника Новгородске епархије са титулом архиепископа Тихвина, касније Хутињског (епархијски епископ Митрополит Арсеније био је у егзилу у Централној Азији и није могао да управља епархијом). У то време живео је у очевом стану у улици Бољшаја Дворјанска на Петроградској страни. Обично је служио у дрвеној Тројице-Петровској цркви на Петроградској страни (срушена 1936).
Од 1927. до 1935. - био је члан Привременог патријаршијског светог синода, чију је легализацију постигао митрополит Сергије (Страгородски). Подржавао је црквено-политички курс потоњег. Један од захтева за митрополита Сергија (Страгородског), изражен у писму свештенства и лаика Лењинграда, супротан „Декларацији из 1927. године“, која је предочена митрополиту Сергију 12. децембра 1927. године, био је: „Да се ревидира састав Привременог патријаршијског синода и уклоне из њега спорне особе, посебно митрополита Тверског Серафима (Александров) и архиепископа Алексија (Симанског)“.
У августу 1933. именован је за митрополита Новгорода (након званичног преласка Владике Арсенија у Ташкентску епархију).
5. октобра 1933. године, по одласку у пензију митрополита Серафима (Чичагова), регионалног митрополита Лењинграда преузео је његов трон. Стигао у Лењинград 29. октобра; настанили се у одајама игумена Новодевичког манастира у близини московске испоставе; 1937. исељен је одатле и живео је у звонику катедрале кнеза Владимира; од 1940. - у хору Никољданско-поморске цркве, где је од тада обично служио.
Током Велике чистке 1937-1938, стрељано је око 800 свештеника и ђакона који су служили на „подручју Лењинградског митрополита“, а до 1941. број цркава које су служиле на овој територији, укључујући Лењинград, пао је на испод 20.
Током опсаде Лењинграда, боравио је у граду, обављао литургије и молитве, проповедао, охрабривао и тешио вернике. Радним данима, често без ђакона, и сам је причешћивао и читао опела. Стално се обраћао свом стаду патриотским порукама.
”Православна руска црква, заједно са свим народима великог Совјетског Савеза, гори једном жељом - да на сваки могући начин помогне напредујућој Црвеној армији. Лењинградска епархија - свештенство и верници, инспирисани патриотским покретом читавог совјетског народа, од првих дана Великог отаџбинског рата наше отаџбине против омражених немачких фашистичких освајача почели су да подржавају војно -патриотске мере усмерене на изградњу и јачање одбрана СССР-а и нашег града-фронта, херојски су бранили његов интегритет. Лењинградска бискупија под блокадом, коју ја водим, до сада је у готовински фонд одбрамбеног фонда земље уплатила 3.182.143 рубаља, као и донације вредних ствари. Водећи се апелом патријархалног позива, митрополита московског Сергија, епархија доприноси још 500.000 рубаља за изградњу колоне тенкова која носи име Дмитрија Донскоја. Прикупљање средстава се наставља са вером у непоколебљиву победу нашег праведног циља над крвавим лудилом фашизма. Озбиљно се молимо Богу за помоћ у вашем великом историјском позиву - да бранимо част, слободу и славу наше земље.”
Алексије - митрополит Лењинградски
4. септембра 1943. био је заједно са митрополитима Сергијем (Страгородским) и Николајем (Јарушевичем) на састанку са Стаљином у Кремљу. Резултат састанка је било Стаљиново упутство о избору патријарха и дозвола за отварање црквених образовних установа; Вјачеслав Молотов постао је партијски кустос црквене политике, њен директни водич - пуковник Државне безбедности Георгиј Карпов.
8. септембра 1943. учествовао је на Архијерејском сабору, који је на патријаршијски престо изабрао митрополита Сергија. Био је стални члан Светог синода формираног под патријархом Сергијем. 10. децембра 1943. године, чак и пре ослобађања Новгорода од окупације, добио је титулу „митрополита Лењинграда и Новгорода“.
Био је веома опрезан према првим изјавама верника о отварању цркава. Тако је у децембру 1943. на колективну молбу за наставак служби у капели Блажене Ксеније ставио резолуцију: „Потребно је покренути петицију за отварање капеле“.

## Патријаршијски период
Патријарх Сергије (Страгородски) умро је 15. маја 1944. године. Према његовом тестаменту, сачињеном у октобру 1941. године, Његова Милост Алексије је постао администратор патријаршије.
2. фебруара 1945. митрополит Алексије је изабран за патријарха московског и целе Русије на првом Помесном сабору Патријаршијске цркве (а не обновљеника) после 1918. године.
10. априла 1945. одржан је састанак Патријарха и Стаљина на коме су са црквене стране учествовали и митрополит Николај (Јарушевич) и протопрезвитер Николај Колчицки, шеф послова Московске патријаршије; Владу је, осим Стаљина, заступао В. Молотов.
Стаљин је архијерејима изложио своју визију доприноса Московске патријаршије јачању међународних позиција Совјетског Савеза, усмеравајући их да преузму водећу улогу у универзалном православљу, стекну потребне контакте и политички неутралишу анти Совјетска руска емиграција. Разговарало се и о могућностима проширења мреже богословских школа и стварања црквене издавачке и штампарске базе.
Од 27. маја 1945. до 26. јуна 1945. патријарх Алексије је уз дозволу Стаљина, који му је обезбедио „личну заштиту у цивилу“, направио прво ходочашће у историји московских првосвештеника у Свету земљу (Јерусалим, Александрија, Каиро, Бејрут, Дамаск и Лида), посетивши источне патријархе. Током путовања политички циљ је био повезивање несловенских православних цркава са Московском патријаршијом, што је донекле успело у односу на антиохијског патријарха Александра III. Током посете, Алексије I се састао и са коптским патријархом Макаријем III.
Српска црква је 22. октобра 1945. формализовала пренос Мукачевско-прашевске епархије у канонску надлежност Московске патријаршије. Такође је познато да је у пролеће 1946. године тајном одлуком владе СССР -а укинута Гркокатоличка црква Украјине на територији СССР -а, њено стадо и свештенство (са изузетком претходно ухапшених). епископи били су поново уједињени са Руском православном црквом, која је примила на коришћење све гркокатоличке цркве у западној Украјини.
Од отварања Тројице-Сергијеве лавре на Ускрс 1946. године, он је њен свети архимандрит. Бригом патријарха Алексија Лавра је брзо постала духовно средиште руског православља.
Од 20. маја до 3. јуна 1946. боравио је у званичној посети Бугарској.
Када му је председавајући Президијума Врховног совјета СССР -а Николај Шверник 23. августа 1946. године уручио први државни орден Радничке Црвене заставе, рекао је: „Дозволите ми, драги Николај Михајлович, да се у вашој личности захвалим Врховни совјет нашег Савеза и влада на челу са нашим великим вођом Јосифом Виссарионовичем Стаљином за велику пажњу према мени, изражену доделом Ордена радне црвене заставе.
У пролеће 1947. године, патријарх је затражио од Савета за послове Руске православне цркве да поднесе петицију влади да неке од раније заплењених реликвија пренесе Патријаршији и епархијама, што је влада делимично задовољила (посебно, реликвије) Алексија пренете су у Богојављенску катедралу у Москви, упркос негативном ставу Сабора по овом питању.
Од 1. до 15. јуна 1947. боравио је у званичној посети Румунији .
У мају 1948. посетио је Харков, Полтаву, Кијев и Чернигов.
У јулу 1948. у Москви је свечано прослављена 500. годишњица аутокефалности Руске цркве.
Од средине 1948. став државе према Цркви и религији постао је много оштрији. Почеле су репресије против појединих активних епископа, а активно мешање Сабора у кадровску политику Патријаршије постало је отворено.
Године 1952, на 75. годишњицу патријарха, влада је Московској патријаршији доделила територију некадашњег имања Колицхевс-Боде Лукино (Переделкино). Ту је постављена патријархална резиденција у близини Москве.
Још раније, 1946. године, у Успенском манастиру у Одеси почело је опремање летње резиденције Патријарха.

## После Стаљина
Централни комитет КПСУ је 7. јула 1954. усвојио резолуцију „О великим недостацима научне атеистичке пропаганде и мерама за њено побољшање“, која је позвала партијске организације да се активно боре против „верских предрасуда и сујеверја“, да разоткрију „реакционарну суштину и штету религије “. 10. новембра исте године Централни комитет Комунистичке партије Совјетског Савеза издао је резолуцију „О грешкама у вођењу научне и атеистичке пропаганде међу становништвом“, која је означила привремену обуставу активног напада на религију .
У септембру 1956. отпутовао је у Кишињев. У септембру 1957. боравио је у званичној посети Бугарској, а од 11. до 31. октобра исте године - Југославији.
Дана 17. маја 1958. Патријарха је, заједно са митрополитом Николајем (Јарушевичем), примио Никита Хрушчов као шеф владе СССР -а; разговор, током којег је патријарх поставио низ захтева, улио му је одређени оптимизам. Међутим, у јесен исте године у партијском апарату победила је линија за фронтални напад на религију и верске организације у СССР-у.
Крајем 1958. започела је нова велика кампања за искорењивање религије у СССР-у, коју је покренуо Хрушчов: цркве (посебно у Украјини, Белорусији и Молдавији) биле су затворене на стотине, многе су одмах уништене. Затворено је више од 40 манастира, укључујући Кијево-Печерску лавру, пет од осам богословија је ликвидирано, објављивање часописа Егзархије Украјине „Православни висник“ (обновљено 1968. године) прекинуто, број епископа смањен. Неки од најактивнијих верских вођа били су предмет кривичног гоњења, током ускршњих служби организоване су провокације и зверства, један број свештеника јавно је уклонио своје достојанство и ангажовао се у атеистичкој пропаганди коју је финансирала држава. У почетку је патријарх покушавао да се одупре антицрквеном нападу у мери својих ограничених могућности. Током састанка са Карповом 20. фебруара 1959. године, патријарх је протестовао против пореза на производњу свећа и напада у штампи на цркву и свештенство, на шта је Карпов одговорио да се декрети неће отказати и да се морају у потпуности применити; по питању отварања „13-15 цркава“, што је, према патријарховим речима, раније обећао Хрушчов током њиховог сусрета, Карпов је „подсетио патријарха да Н. С. Хрушчов није обећао отварање нових цркава, али је навео да, када писмо буде послато, влада ће размотрити ово питање”.
Током 1959. патријарх је неуспешно тражио састанак са Хрушчовом , послао му је писмо и белешку, што је Карпов сматрао „као неку врсту жалбе Савету“ (како је то директно изјавио патријарху) [32]. У писму Карпову од 20. новембра 1959. године, патријарх је изнео списак (11 тачака) проблема које би желео да покрене у разговору са Хрушчовом, од којих је први био: „1. Континуирани напад на свештенство и вернике под заставом антирелигиозне пропаганде, са изопачењима и непровереним чињеницама, са закључцима који вређају верска осећања верника, са дискредитацијом свештенства уопште у очима људи у циљу дискредитације читава црква и њени службеници “. 10. децембра исте године, патријарха и друга лица примио је Карпов, који је, саслушавши забринутост патријаршије, посебно рекао да је „научна и атеистичка пропаганда постојала и да ће се наставити, а биће спроведено у још ширим размерама - ово је закон развоја нашег друштва “; резимирајући разговор, Карпов је рекао: „Још једном кажемо да са наше тачке гледишта нема питања за подизање владе у овим питањима“. То је био последњи сусрет Карпова са патријархом.
Свети синод је 30. децембра 1959. године донео резолуцију: „Бивши протојереј и бивши професор Лењинградске богословске академије Александар Осипов, бивши протојереј Николај Спаски и бивши духовник Павел Дармански, и други духовници који су јавно пркосили имену Божијем, требало би сматран изопштеним из свештенства и лишеним сваког причешћа. ...> Евграф Дулуман и други бивши православни лаици, који су проклињали име Божје, требало би да буду изопштени из Цркве“.
У фебруару 1960. године, на састанку Конференције совјетске јавности за разоружање (Москва, 1960), патријарх је говорио о историјским заслугама Православне цркве и о чињеници да она данас неправедно „доживљава нападе и осуду“.
Вероватно због чињенице да је говор перципиран као нелојалан и пркосан, митрополит Крутитски и Коломна Николај (Иарусхевицх) преузео је његово стварно ауторство. Дана 21. априла 1960. у извештају на Свесавезном састанку опуномоћеника Савета за питања Руске православне цркве при Савету министара СССР-а, нови председник Савета Владимир Куроједов цитирао је у извод из патријарховог говора на јавној конференцији, рекао је: „Овај говор је у суштини био напад на научну и атеистичку пропаганду. Сабор је објаснио патријарху да су такви ставови непријатељски расположени. Патријарх и митрополит Николај били су упозорени да ће совјетски државни органи одузети свештеницима који врше антисовјетске нападе и кршење закона о култовима право да се баве црквеним активностима и привести их правди “.
Почетком јуна 1960. поново је покушао да пошаље писмо Хрушчову, које је 7. јуна архимандрит Пимен (Хмелевски) однео преко пуномоћника у Кремљ.
15. јуна 1960. године одржан је разговор између Куроиедова и патријарха, на којем је патријарх убеђен о „потпуно незадовољавајућој испоруци“ спољног рада патријаршије. Куроједов је захтевао да се митрополит Никола уклони са места председавајућег ОИКР -а и са крутичке катедре, што је учињено у фазама.
Савет за питања Руске православне цркве је на свом састанку 12. септембра 1960. између осталог одлучио: „1. Препознати сврсисходност уласка Руске православне цркве у чланове Светског савета цркава како би се повећала пажња на природу и смер њеног деловања у интересу мира. 3. Упутите друга Куроедова да разговара са патријархом Алексијем по питању приступања Руске православне цркве Светском савету цркава “. Исте године Алексије одлази у иностранство, где се 25. новембра 1960. састао са коптским патријархом Кирилом.
У новембру - децембру 1960. ходочастио је у земље Блиског и Средњег истока (Александрија, Каиро, Дамаск, Либан и Јерусалим).
Године 1961. није могао да одоли захтеву Савета за послове Руске православне цркве да се улога ректора у парохијама ограничи на чисто литургијске и пастирске дужности, преносећи све економске и финансијске функције на извршна тела верске заједнице ( парохија), односно парохијско веће и старешина, које су заправо именовали државни органи.власти. Одговарајуће измене у 4. одељку („О парохијама“) „Правилника о управљању Руском православном црквом“ (усвојеног на Помесном сабору 1945) увео је Архијерејски савет 18. јула 1961. године, након извештаја од архиепископа Пимена (Извекова). Покушај појединих епископа на челу са епископом Хермогеном (Голубевим) да постигну њихово укидање 1965. године, након уклањања Хрушчова, власти су потиснуле. (Активности надбискупа Хермогена Синод је 30. јула 1968. године признао као „бескорисне“ за цркву). Савет 1961. године такође је одобрио одлуку Светог синода од 30. марта 1961. о уласку РПЦ у Светски савет цркава.
Од 14. јула до 21. јула 1963. у Москви и Тројице-Сергијевој лаври одржане су прославе у вези са 50. годишњицом патријархове епископске службе.
У септембру 1964. посетио је Атину, Женеву и Лондон. Био је први поглавар Руске православне цркве који је посетио Уједињено Краљевство у пастирској посети. Посета је извршена на позив Мајкла Ремзија, надбискупа Кентерберијског.
Првих 10-15 година, на челу црквене управе, најближи патријархови сарадници били су митрополити Николај (Јарушевич) и Григорије (Чуков), као и протопрезвитер Николај Колчицки. Митрополит Григорије је умро 1955. године, а 1960. године протопрезвитер Никола је отишао у пензију због болести и митрополит Никола је разрешен. У последњој деценији патријарховог живота, његов лични секретар Даниил Остапов утицао је на њега и свакодневни ток црквене управе; спољни црквени односи патријаршије били су у потпуности у рукама председавајућег ОИКР -а, архимандрита (касније митрополита) Никодима (Ротова).
Од 1963. издавачко одељење је водио епископ волоколамски Питирим (Нечајев). Алекси (Ридигер) је од 22. децембра 1964. био управник Московске патријаршије. Архиепископ Филарет (Денисенко) именован је 14. маја 1966. за егзарха Украјине (25. фебруара 1968. уздигнут у чин митрополита).
4. фебруара 1970. године прослављена је 25 година од устоличења патријарха Алексија. Јунак дана добио је честитку од председника Савета министара СССР -а Алексеја Косигина. Последња служба је обављена 14. фебруара 1970. увече (целоноћно бденије на празник Ваведења Господњег).

## Покушај атентата
1. априла 1961. године, у јеку антирелигиозне кампање, током целоноћног бденија у патријаршијској катедрали Богојављења, нападнут је патријарх Алексије. Извесни грађанин, наоружан ножем, напао је патријарха док се пењао степеницама до олтара. Патријарх је могао заштитити главу штапом, али је рањен у раме. Након истраге, преступник је званично проглашен лудим.

## Смрт и сахрана
17. априла 1970. године, уочи Лазареве суботе, патријарх је преминуо у Переделкину од срчане инсуфицијенције у 93. години; непосредно пре тога је претрпео инфаркт миокарда.
Од 18. до 20. априла ковчег са телом новопеченог био је у Богојављенској катедрали у Јелохову. Након ограђивања ковчега око саборног храма, погребна поворка је отишла у Тројице-Сергијеву лавру, где је 21. априла, након Литургије пређеосвећених дарова, обављена парастос у неогреваном простору.
Сахрањен је близу гроба митрополита Макарија (Невског), који је он дубоко поштовао, у крипти Успенске катедрале у Лаври.